# 2015년 대한민국 중동호흡기증후군 유행의 역학조사
2015년 대한민국 중동호흡기증후군 유행의 역학조사는 2015년 대한민국 중동호흡기증후군 유행 당시 역학조사관에 의해 행해진 역학조사 활동에서의 주요 사건이다. 당시 유행 초기와 유행이 확산되면서 기존의 지침과 지식에 부합하지 않은 환자들이 발생하면서 역학조사의 방법이 진화하였고, 방역대상자 선정기준 및 관리방침 등이 변화하였다.

## 2014년 관리지침을 따른 역학조사 (2015년 5월 20일 - 25일)
5월 20일 첫 메르스 환자가 확진되고, 질병관리본부는 밀접접촉자 정의 및 범위 설정, 역학조사를 시행하여야 하는 병의원 설정에 대해 2014년에 발간된 중동호흡기증후군 관리지침을 바탕으로 계획을 수립하였다.

### 초기 기준 수립
밀접접촉자는 확진 환자 또는 의사 환자와 신체적 접촉을 한 자 또는 환자가 증상이 있는 동안 2 m 이내의 공간에서 1시간 이상 함께 머문 자로 하였다. 이에 따라 의료진 16명에 대해 자택격리 및 능동감시 조치가 취해졌다. 또한 의사환자의 정의에 대해서는 지침 상 임상적, 방사선학적, 조직·병리학적으로 폐실질 질환(예를 들어 폐렴 또는 급성호흡곤란증후군)이 있는 급성 호흡기 감염자로 하였으나, 실질적으로는 38℃ 이상의 발열을 기준으로 하였다.

### CCTV 영상 분석
병원에 대한 현장역학조사 당시 노출수준을 객관적으로 확인하기 위해서 CCTV 영상을 분석하였다. 범죄수사 등에는 흔히 쓰이는 방법이지만, 우리나라의 감염병 역학조사에서 이런 방법을 적용한 것은 이번이 처음이었다.

## 대응지침 3판을 따른 역학조사 (2015년 5월 25일 - 6월 3일)
중동호흡기증후군 대응지침 3판을 따라 역학조사를 실시한 시기이다.

### 체온 기준 조정
5월 23일에 3번째 확진자의 딸인 4번째 환자가 자가 체온측정 결과 37.9℃로 확인하고, 메르스 확진 검사 및 시설격리를 요청하였으나 관계 당국이 이를 거부하였다. 이후 5월 26일에 확진을 받게 되었다. 이에 의사 환자의 기준을 37.5℃로 낮추고, 발열이 아닌 근육통, 오한, 설사 등의 증상도 폭넓게 고려해야 한다는 의견이 새 지침에 반영되었다.

### 밀접 접촉 시간 기준 조정
또한 같은 날에 발단 환자를 5분 이내로 진료하였던 의사가 5번째로 확진을 받았다. 그리고, 밀접 접촉에 대한 시간의 기준에 대해서도 1시간 이상을 적용하는 것이 더 이상 합리적이지 않다고 판단하여 새 지침에는 시간 기준이 없다.
지침이 새로 만들어지고 현장에 배포되기까지는 시간적인 간격이 있기 때문에 역학조사관들을 이러한 사항들을 즉각적으로 소통하여 현장 업무에 반영하였다.

## 대응지침 3-2판을 따른 역학조사 (2015년 6월 3일 - 6월 7일)
중동호흡기증후군 대응지침 3-2판에 따라 역학조사를 실시한 시기이다. 5월 28일에는 첫 환자와 같은 병원에 입원하였으나 다른 병실에 있어서 밀접접촉자로 분류하지 않았던 환자 중에서 메르스 확진자(6번째 확진자)가 나왔다.

### 의사환자 정의 추가
보건 당국에서는 첫 환자와의 밀접 접촉이 있었는지 확인하기 위하여 평택성모병원에 대한 전반적인 재조사에 착수하였다. 또한 5월 30일에는 민관 합동 "메르스 감염경로 역학조사위원회"가 발족되었다. 역학조사 내용에는 병원 CCTV 재분석, 병원 도면에 추후 발생하는 환자들의 공간적 분포를 확인하는 작업, 전체 의료진 및 환자들의 명단 확보와 노출에 대한 재평가 및 밀접접촉자 재분류, 병동 내 환기시스템에 대한 환경조사, 환경검체수거 및 검사 등이 포함되었다. 전반적인 재조사에도 밀접접촉을 확인하기 어려웠고, 비슷한 환자들이 추가적으로 발생함에 따라 기존의 비말에 의한 밀접 접촉의 전파 경로만을 생각하기에는 무리가 있다고 판단하여 질병의 전파 경로 규명을 위한 병동환경에 대한 기류 확산 검사, 의료진에 대한 심층조사 등을 추가적으로 시행하였다. 지침에도 이와 같은 부분이 반영 되어 발열과 호흡기 증상이 있으면서 증상 발생 14일 이내에 메르스가 유행한 의료기관에 직원, 환자, 방문자로 있었던 자를 의사환자의 정의 부분에 추가하였다.

### 건강보험심사평가원 직원들의 역학조사 지원단 참여
또한, 6월 초부터는 건강보험심사평가원 직원들이 역학조사 지원단에 참여하게 되었다. 이는 6월 5일에 평택성모병원 이름을 공개하면서 환자들의 병원 방문력을 일선 의료기관에서 확인할 수 있도록 지원하기 위한 것도 있었고, 역학조사에서 필요한 환자들의 병의원 방문력을 확인하기 위한 목적도 있었다. 이는 역학조사가 진행되면서 환자들의 진술에만 의존하다 보니 실제 방문하였던 의료기관들을 놓치게 되는 사례가 발생하면서 건강보험심사평가원의 의약품안심서비스 자료를 조회하여 환자들의 정확한 병의원 및 약국 방문력을 확인하여 역학조사에 활용하고자 한 것이다. 이 역시 기존의 역학조사에서는 사용하지 않았던 새로운 방법이었다.

## 대응지침 3-3판을 따른 역학조사 (2015년 6월 7일 - 8월)
중동호흡기증후군 대응지침 3-3판을 따라 역학조사를 실시한 시기이다. 6월 7일에는 메르스 환자 발생 및 경유 병원을 전면공개하고, 해당 병의원에 메르스 환자가 있었던 기간 동안 방문하였던 사람들에게 증상 발생 시 콜센터로 연락하도록 조치하였다. 또한 대응지침 3-3판을 발간하였다[8]. 중동호흡기증후군 대응지침 3-2판 이후로 밀접접촉자나 환자 정의에 대한 변함은 없었다.

### 파생 문제 지침 포함
다만, 이후 개정된 지침은 사태가 장기화됨에 따라 확진 환자들의 치료나 완치 판정, 자가격리자들의 격리 해제, 환자들의 사망 시 처리문제 등 파생적인 문제들에 대한 지침들이 대거 포함되었다. 이 즈음부터는 평택성모병원의 유행 건을 교훈으로 삼아 대청병원이나 건양대학병원에 대한 코호트격리도 적극 시행할 수 있었다.

### 동선 파악을 위한 핸드폰, 신용카드, 렌터카 정보 확인
또한 환자의 역학조사 당시의 진술과 주변인들의 진술이 일치하지 않아 명확한 동선파악에 어려움이 있었던 환자들이 늘어나면서 이를 보완하기 위해 핸드폰 기지국 위치추적을 통한 진술의 근거 확보와 신용카드 사용내역을 확인하는 등의 조치가 추가 병행되었다. 또한 외부로 여행을 갔던 환자의 동선을 추적하기 위하여 환자가 여행하면서 빌렸던 렌터카의 차량번호를 통한 동선 파악도 시행하였다. 이러한 방법들 역시 기존의 역학조사에서는 사용하지 않았던 방법이다.

## 같이 보기
- 2015년 대한민국 중동호흡기증후군 유행